# River Road (Carolina del Nord)
River Road és una concentració de població designada pel cens dels Estats Units a l'estat de Carolina del Nord. Segons el cens del 2007 tenia 4.166 habitants.

## Demografia
Segons el cens del 2000, River Road tenia 4.094 habitants, 1.660 habitatges i 1.183 famílies. La densitat de població era de 223,3 habitants per km².
Dels 1.660 habitatges en un 29,4% hi vivien nens de menys de 18 anys, en un 55,9% hi vivien parelles casades, en un 11,5% dones solteres, i en un 28,7% no eren unitats familiars. En el 24,1% dels habitatges hi vivien persones soles el 8,4% de les quals corresponia a persones de 65 anys o més que vivien soles. El nombre mitjà de persones vivint en cada habitatge era de 2,47 i el nombre mitjà de persones que vivien en cada família era de 2,89.
Per edats la població es repartia de la següent manera: un 23,2% tenia menys de 18 anys, un 9,6% entre 18 i 24, un 26,9% entre 25 i 44, un 25,6% de 45 a 60 i un 14,6% 65 anys o més.
L'edat mediana era de 39 anys. Per cada 100 dones de 18 o més anys hi havia 97,4 homes.
La renda mediana per habitatge era de 39.178 $ i la renda mediana per família de 50.385 $. Els homes tenien una renda mediana de 32.364 $ mentre que les dones 26.316 $. La renda per capita de la població era de 19.316 $. Entorn del 17,1% de les famílies i el 22,3% de la població estaven per davall del llindar de pobresa.

## Poblacions més properes
El següent diagrama mostra les poblacions més properes.